# Kantengefärbter Graph
Als kantengefärbten Graph bezeichnet man in der Graphentheorie einen Graphen, dessen Kanten eine Farbe zugeordnet wird.
Formal ist dies meist eine natürliche Zahl (es kommt dabei in der Regel nicht auf den Wert der Zahl, sondern nur die Unterscheidbarkeit der Zahlen zueinander an) oder ein Element einer beliebigen diskreten Menge.
Zu einem kantengefärbten Graph gehört also neben der Angabe der Knoten- und Kantenmenge auch die Angabe einer Funktion, die von den Kanten in die Menge der Farben abbildet.